# Nikolaï Minski
Nikolaï Maksimovitch Minski, de son vrai nom de famille Vilenkine (en russe : Никола́й Макси́мович Ми́нский, Виле́нкин), né 22 janvier 1866 à Minsk et mort le 2 juillet 1937 à Paris 18e, est un poète, philosophe et écrivain mystique russe, également avocat.  

## Biographie
Nikolaï Maksimovitch nait dans une famille juive pauvre. En 1875, il est diplômé du lycée pour garçons de Minsk (ru), et en 1879 de la Faculté de droit de l'Université de Saint-Pétersbourg (ru). Il passe ensuite un an et demi en Italie et en France comme précepteur des enfants du baron Horace Günzburg. 
Il débute ensuite une activité littéraire, en même temps qu'il exerce différents emplois administratifs. Ses premiers poèmes témoignent d'une inspiration panslave, puis traitent de thèmes engagés, dans la tradition de Nikolaï Nekrassov et proches de Narodnaïa volia, qui lui valent une certaine notoriété et qui sont remarqués par Ivan Tourgueniev. 
Son poème La dernière confession («Последняя исповедь» - 1879), publié dans le journal clandestin La volonté du peuple («Народная воля») fournit à Ilia Répine le sujet de sa toile Le refus de la confession «Отказ от исповеди».

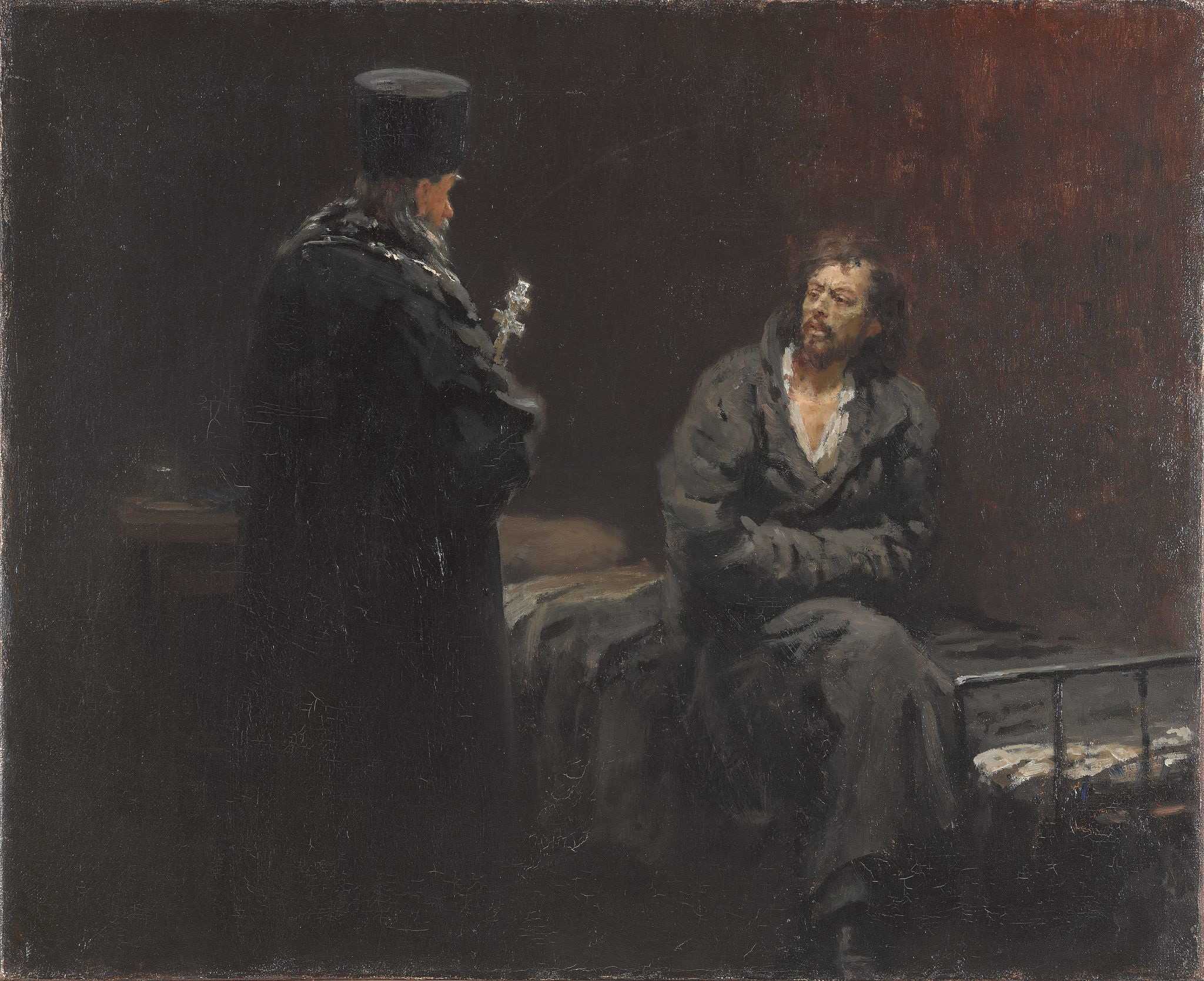
Ilia Répine. Avant la confession (1879-1885).

Il collabore alors à l'hebdomadaire juif-russe l'Aube («Рассвет»). En 1882, il se convertit à l'orthodoxie, avant son mariage avec l'écrivain Ioulia Iakovleva (ru).
Dans la période qui suit, plusieurs de ses poèmes sont détruits ou interdits par la censure. En 1884, sa réflexion poétique évolue, et il prend position dans l'article Une dispute ancienne («Старинный спор») pour un individualisme extrême en littérature, et dans lequel il se refuse à un « art utilitaire », ce qui vaudra ensuite le titre de « père du décadentisme russe »,. Certains de ses nouveaux poèmes sont marqués par une hostilité aux juifs et un chauvinisme auxquels Akim Volynski s'oppose. Il devient le 3 avril 1886 avocat à Saint-Pétersbourg.  
En 1889, il publie À la lumière de la conscience («При свете совести»). Il y développe une philosophie idéaliste, le Méonisme. Le nom reprend le terme platonicien mé on (μή ὄν), ce qui n'existe pas. C'est une vision religieuse de l'ouverture intérieure («внутреннего откровения»), qui aspire à ce qui ne peut être atteint, le « néant », « ce qui est extérieur la vérité vitale », « ce qui est extérieur à l'existant et incompréhensible », à la conscience d'un dieu dispersé dans l'univers.  
En 1900-1901, il est l'un des fondateurs, avec Dimitri Merejkovski, Nikolaï Minski, Zinaïda Hippius, Vassili Rozanov, de la Société religieuse et philosophique de l'Université de Pétersbourg (ru) et qui vise à rapprocher l'intelligentsia russe de l'église. Il participe également étroitement à la revue de Dimitri Merejkovski et de Zinaïda Hippius, Nouveau chemin («Новый путь» - 1903-04), liée à la société. En 1905, il publie La religion du futur («Религия будущего»).  
Avec la révolution russe de 1905, qu'il soutient, dans un nouveau retournement, Nikolaï Minski se rapproche brièvement de la social-démocratie.   

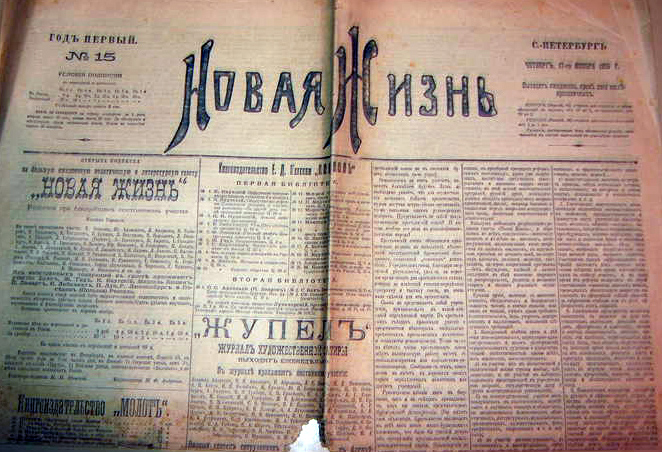
Novaïa Jizn, 1905.

Il dirige avec Maxime Gorki le journal légal bolchevique Novaïa Jizn, dans lequel est publié l'article de Lenine Organisation du parti et littérature du parti (ru), mais également des poèmes de Minski d'inspiration révolutionnaire : un Hymne aux travailleurs et une traduction de l'Internationale.  
Il est arrêté en tant que rédacteur en chef et éditeur, puis libéré sous caution.  
À partir de 1906, il vit à l’étranger, à Paris. Dans un article paru en 1909, il critique âprement « les dogmes d'un marxisme politicien » qui s'oppose plus « aux aspirations idéalistes de l'intelligentsia qu'à la tyrannie de la bureaucratie et à la violence de la réaction ». Il écrit à cette époque une trilogie, les pièces Le spectre de fer («Железный призрак» - 1909), La petite tentation («Малый соблазн» - 1910) et Chaos («Хаос» - 1912). Les deux premières sont consacrées au pouvoir des choses sur l'homme, la troisième à la révolution russe. 
Il revient en Russie en 1913 après l'amnistie, mais émigre définitivement avec la Première Guerre mondiale. Au début des années 1920, il vit à Berlin, y fonde la Maison des arts en 1921, puis s'installe à Londres où il est un collaborateur de l'ambassade soviétique. À partir de 1927, il vit à Paris. Dans le Manifeste des travailleurs de l'intelligentsia, il critique Karl Marx pour avoir minimisé le rôle de ce groupe social.  
Il meurt à Paris le 2 juillet 1937.  
Nikolaï Minski est aussi l'auteur de traductions, dont une traduction complète de l'Iliade d'Homère, et également d'œuvres du poète sépharede espagnol Juda Halevi, de Byron, de Percy Bysshe Shelley, de Paul Verlaine et d'autres.

## Portée et perception de l'œuvre
Les premières œuvres de Nikolaï Minski (période de Kiev), ainsi que les romans de Ieronim Iasinski (ru), et Viktor Bibikov (ru) sont rattachées au rameau néo-romantique du pré-symbolisme. Sur l'esthétique du pré-symbolisme, voir Vladimir Soloviev, «L'illusion de la création poétique». 
Dimitri Merejkovski considère que la poésie de Minski ouvre des chemins vers l'avenir. Il rattache ses vues philosophiques et mystiques à la tradition hermétique-gnostique. La description de la poésie de Minski par Merejkovski insiste précisément les traits caractéristiques du décadentisme (pessimisme, pathologie, désir de la mort, ironie, inclination à la réflexion, etc.). 

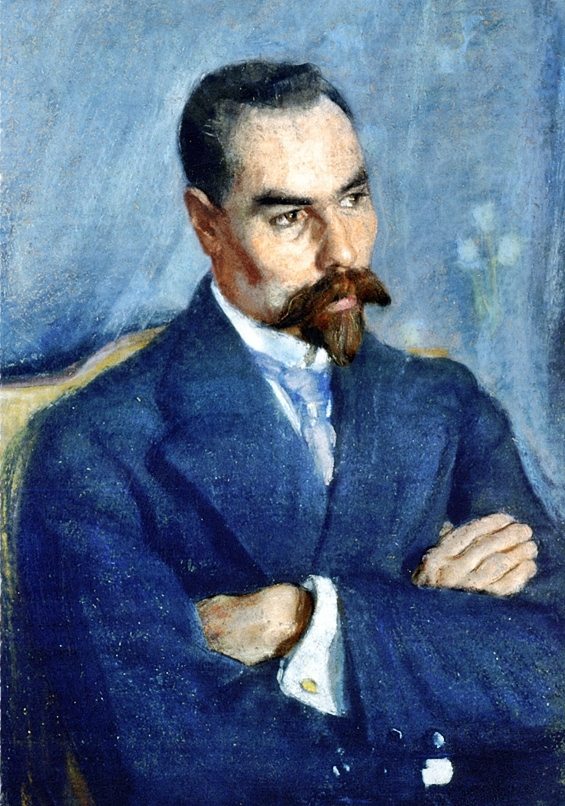
Sergueï Malioutine : portrait de Valéri Brioussov (1920)

Valéri Brioussov fait de Minski un représentant essentiel, mais non de premier rang, du symbolisme primitif. Il attache une grande valeur au poème La Ville de la mort («Город смерти»), dans lequel se concentrent tous les signes du monde « diabolique ». 
Pour Alexandre Blok, la poésie de Minski est la plus forte quand elle exprime le sens de la vie d'une «muse décadente», dans sa forme allégorique. Nikolaï Minski, selon lui, associe poétique et vision du monde du pré-symbolisme. Blok met au-dessus des autres le poème Sur les deux chemins du bien («О двух путях добра»). 
Wofgang Kasack porte l'appréciation suivante sur son œuvre, :

« Les poèmes de Minski reflètent les hésitations et les contradictions de son chemin de vie. Le meilleur en eux, grâce à l'influence de Sémion Nadson et Maeterlinck , considérés comme les prédécesseurs des symbolistes, montre la profondeur de sa recherche du sens de la vie et le désir de trouver un soutien en Dieu. »

Le critique italien Ettore Lo Gatto considère Minski comme le seul rival de Sémion Nadson, qui était comme lui d'origine juive. Il passa comme ce dernier d'une phase sociale à une phase individualiste. Il abandonna plus tard cet individualisme pour épouser les idées prônées par Gorki. C'est sa froideur et son intellectualisme excessif qui lui firent perdre sa popularité. Quant au système philosophique qu'il a créé, le méonisme, il recueillit  peu de succès. Il y avait dans le méonisme trop de poésie pour la philosophie et trop de philosophie pour la poésie. Sa trilogie dramatique (Le spectre de fer , La petite tentation et Chaos) est une recherche intéressante de la forme adaptée à la poésie philosophique. Ces œuvres à l'imagination tourmentée énoncent sa doctrine de l'humanisme social. Elles prônent une union à droits égaux entre le prolétariat et l'intelligentsia, doctrine qu'il s'appliqua à prêcher même en exil après la révolution de 1917.

## Publications
- (ru) Стихотворения (1877—1882) [« Poèmes (1877—1882) »], Saint-Pétersbourg,‎ 1883 — interdit par la censure.

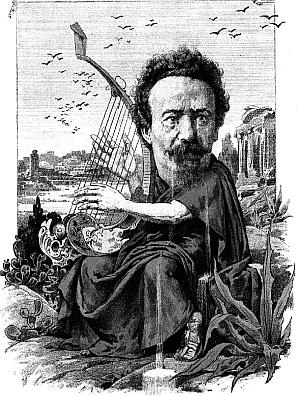
Caricature du poète Nikolaï Minski - Auteur inconnu

- (ru) При свете совести. Мысли и мечты о цели жизн [« À la lumière de la conscience. Pensées et rêves sur le but de la vie »], Saint-Pétersbourg,‎ 1890.
- (ru) Стихотворения [« Poèmes »], Saint-Pétersbourg,‎ 1896 - trois éditions.
- (ru) Религия будущего : (Философские разговоры) [« La religion du futur (conversation philosophique) »], Saint-Pétersbourg,‎ 1905.
- (ru) О свободе религиозной совести [« De la liberté de conscience religieuse »], Saint-Pétersbourg,‎ 1905.
- (ru) Полное собрание стихотворений [« Recueil complet des poèmes »], t. I-IV, Saint-Pétersbourg,‎ 1907.
- (ru) На общественные темы [« Sur des sujets publics »], Saint-Pétersbourg,‎ 1909.
- (ru) От Данте к Блоку [« De Dante à Blok »], Berlin,‎ 1922.
- (ru) Из мрака к свету [« De l'obscurité à la lumière »], Berlin,‎ 1922.
- (ru) Кого ищешь? Мистерия [« Qui cherches-tu ? Mystère »], Berlin,‎ 1922.
- (ru) « Манифест интеллигентных работников », dans Современные проблемы [Problèmes contemporains] [« Manifeste des travailleurs de l'intelligentsia »], Berlin,‎ 1922, p. 135-187.

## Famille
Nikolaï Minsk s'est marié trois fois :
- Avec l'écrivaine Ioulia Iakovleva (ru), de son nom de plume Bezrodnaïa, en septembre 1882[12],[13] ;
- Avec la poétesse, écrivaine et traductrice Lioudmila Vilkina (ru), parente de la famille Vengerov, amis proches de Minski. Leur vie commune débute en 1896, le mariage intervient en 1905 et prend fin avec la mort de Vilkina en 1920[12],[13] ;
- La troisième avec l’écrivaine, traductrice  et critique littéraire Zinaïda Vengerova (ru). Le mariage, conclu à Paris en 1925, dure jusqu'à la mort de Minski[12],[13].